# Black Ivory Soul
Black Ivory Soul é o sexto álbum de estúdio lançado pela cantora, compositora e produtora beninense Angélique Kidjo. O álbum foi lançado no dia 19 de Março de 2002, pela gravadora Sony BMG Music Entertainment.
O álbum foi gravado no Brasil, e conta com uma releitura da canção "Refavela", de Gilberto Gil. Carlinhos Brown foi outro brasileiro que esteve ao lado de Angélique nesse álbum, compondo três das 12 canções do mesmo. Além disso, o álbum contém influência das músicas latinas e cubana.
| Críticas profissionais                                                      | Críticas profissionais |
| Avaliações da crítica                                                       | Avaliações da crítica  |
| Fonte                                                                       | Avaliação              |
| --------------------------------------------------------------------------- | ---------------------- |
| allmusic                                                                    | [ 3 ]                  |
| Esta tabela precisa de ser acompanhada por texto em prosa. Consulte o guia. |                        |

## Faixas
| N.º            | Título                                  | Compositor(es)                                 | Duração |  |
| 1.             | "Bahia"                                 | Jean Hébrail e Angélique Kidjo                 | 3:33    |  |
| 2.             | "Iwoya" (Participação de Dave Matthews) | Jean Hébrail e Angélique Kidjo e Dave Matthews | 3:48    |  |
| 3.             | "Olofoofo"                              | Vinicius Cantuária e Angélique Kidjo           | 4:14    |  |
| 4.             | "Tumba"                                 | Carlinhos Brown e Angélique Kidjo              | 3:49    |  |
| 5.             | "Black Ivory Soul"                      | Tommy Faragher, Jean Hébrail e Angélique Kidjo | 4:36    |  |
| 6.             | "Refavela"                              | Gilberto Gil                                   | 4:16    |  |
| 7.             | "Iemanjá"                               | Carlinhos Brown e Angélique Kidjo              | 4:27    |  |
| 8.             | "Afirika"                               | Jean Hébrail e Angélique Kidjo                 | 4:14    |  |
| 9.             | "Okam Bale"                             | Carlinhos Brown e Angélique Kidjo              | 3:34    |  |
| 10.            | "Ominira"                               | Vinicius Cantuária e Angélique Kidjo           | 4:23    |  |
| 11.            | "Mondjuba"                              | Jean Hébrail e Angélique Kidjo                 | 3:03    |  |
| 12.            | "Ces Petits Riens"                      | Serge Gainsbourg                               | 2:14    |  |
| Duração total: | Duração total:                          | Duração total:                                 | 60:49   |  |